# Matthias Höpfner
Matthias Höpfner (Erfurt, RDA, 30 de diciembre de 1975) es un deportista alemán que compitió en bobsleigh en las modalidades doble y cuádruple.
Ganó dos medallas en el Campeonato Mundial de Bobsleigh de 2008 y una medalla de bronce en el Campeonato Europeo de Bobsleigh de 2005. Participó en los Juegos Olímpicos de Turín 2006, ocupando el quinto lugar en la prueba doble.

## Palmarés internacional
| Campeonato Mundial | Campeonato Mundial   | Campeonato Mundial | Campeonato Mundial |
| Año                | Lugar                | Medalla            | Prueba             |
| ------------------ | -------------------- | ------------------ | ------------------ |
| 2008               | Altenberg (Alemania) | Medalla de oro     | Equipo             |
| 2008               | Altenberg (Alemania) | Medalla de bronce  | Cuádruple          |
| Campeonato Europeo |                      |                    |                    |
| Año                | Lugar                | Medalla            | Prueba             |
| 2005               | Altenberg (Alemania) | Medalla de bronce  | Cuádruple          |